# Piz Varuna
Piz Varuna (dříve také Pizzo Verona nebo italsky Pizzo di Verona) je hora ve Východních Alpách a patří do skupiny Bernina ve Švýcarsku, kantonu Graubünden. S výškou 3453 m n. m. tvoří spolu vrcholy s Piz Canton (3110 m n. m.) a Cima Val Fontanà (3070 m n. m.) a Sasso Rosso (3416 m n. m.) nejvyšší body menšího horského masivu. Hora leží mezi švýcarským Puschlavem a italským Valmalencem.
Ledovce Piz Varuna se posouvají směrem na sever přes Vadret da Varuna, kde se spojuje s ledovcem Palü, a na východ přes Vadret da Canton do údolí Val Varuna. Voda z tajícího ledovce Vedretta di Varuna na jihu již asi deset let odtéká pouze přes Valmalenco. V minulosti se zde nacházel ledovcový zlom a také ledovcový jazyk.
Až do doby krátce po Druhé světové válce procházela hranice mezi Itálií a Švýcarskem přes Piz Varuna podél rozvodí vedoucím přes Vedretta di Varuna. Po roztátí ledovce byla hranice posunuta zpět, a to v neprospěch Švýcarska.

## Galerie

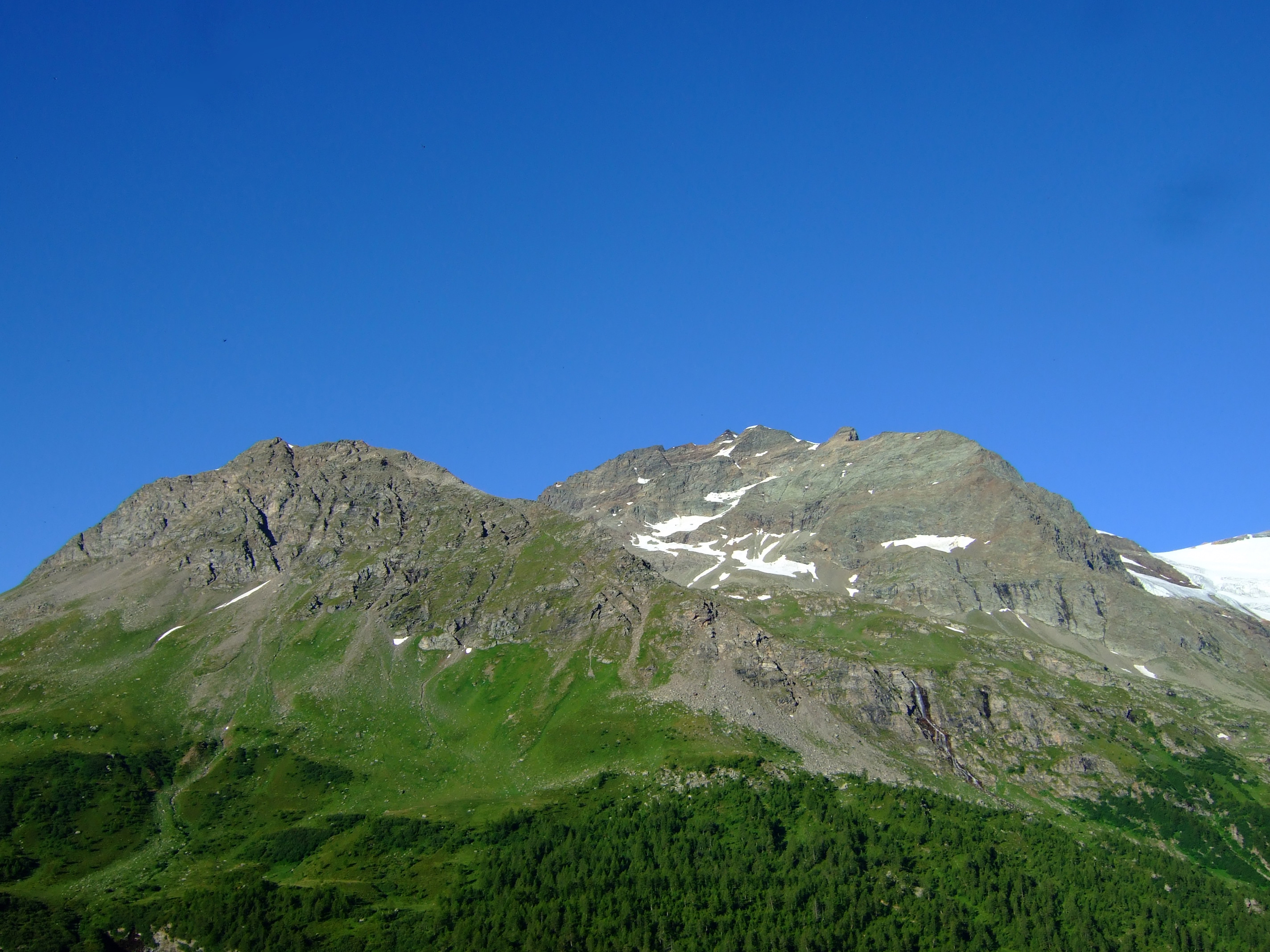
Pohled na Piz Varuna z východu
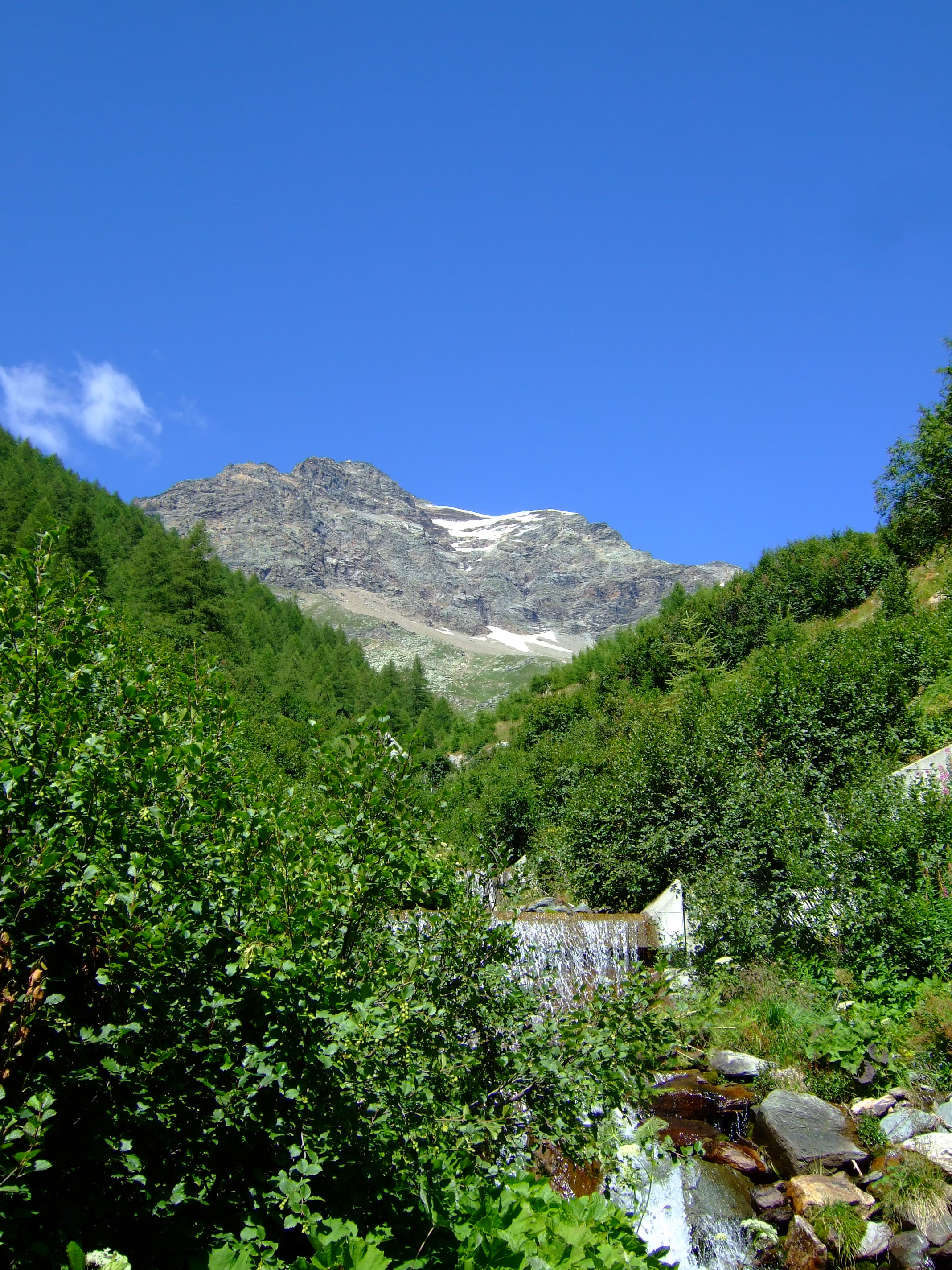
Pohled na Piz Varuna z údolí Val Varuna
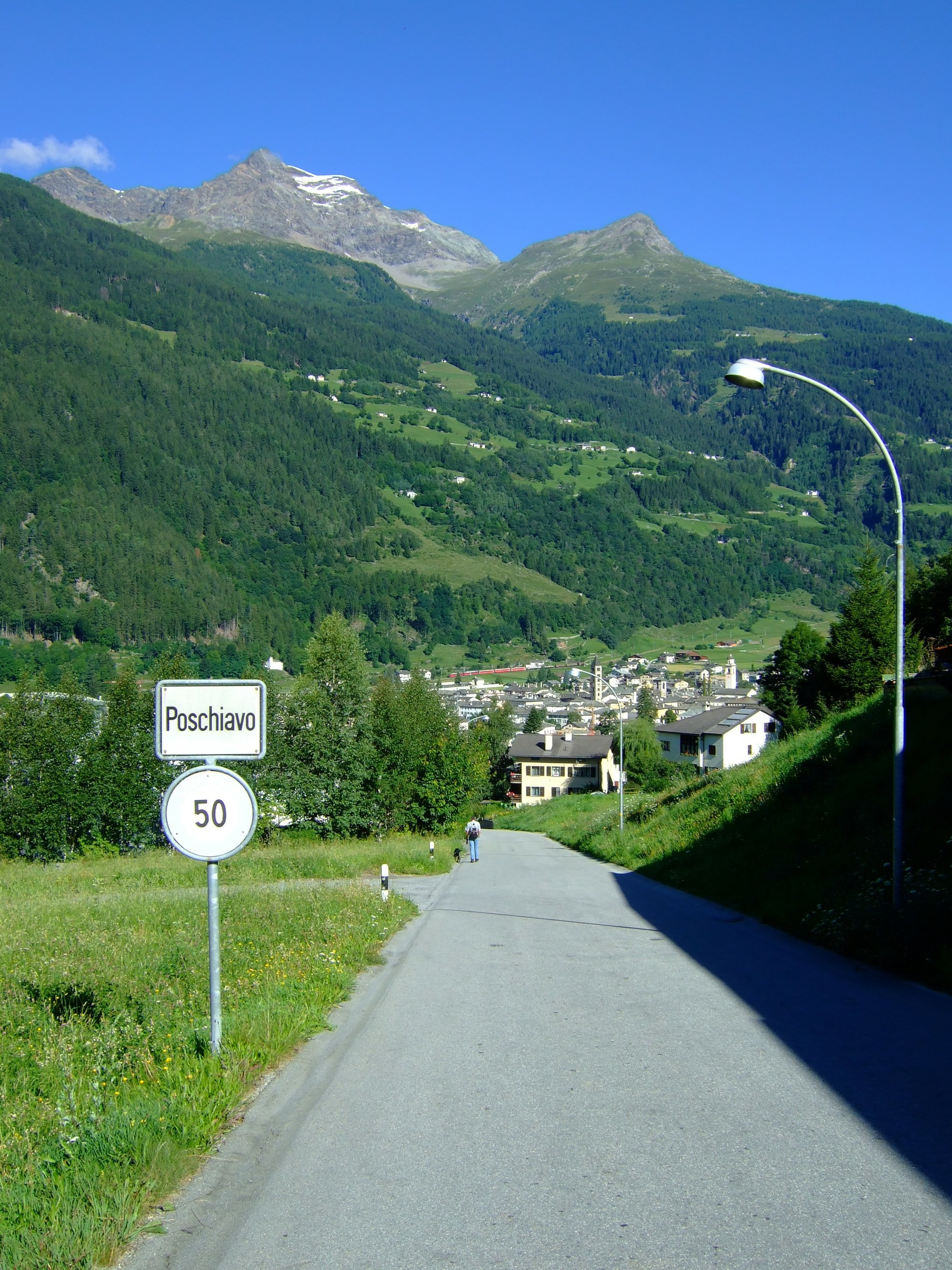
Pohled od Poschiava